# Muslima Odilova
Muslima Odilova (20 de junio de 1998) es una deportista uzbeka que compite en natación adaptada. Ganó tres medallas en los Juegos Paralímpicos de Verano, dos platas en Río de Janeiro 2016 y bronce en París 2024.

## Palmarés internacional
| Juegos Paralímpicos | Juegos Paralímpicos     | Juegos Paralímpicos | Juegos Paralímpicos |
| Año                 | Lugar                   | Medalla             | Prueba              |
| ------------------- | ----------------------- | ------------------- | ------------------- |
| 2016                | Río de Janeiro (Brasil) | Medalla de plata    | 50 m libre S13      |
| 2016                | Río de Janeiro (Brasil) | Medalla de plata    | 100 m mariposa S13  |
| 2024                | París (Francia)         | Medalla de bronce   | 100 m mariposa S13  |